# Sint-Willehaduskerk (Accum)
De hervormde Sint-Willehaduskerk (Kirche St. Willehad) is monument in het Ortsteil Accum van de Nedersaksische stad Schortens. De eenvoudige zaalkerk werd in 1719 gebouwd en is de enige hervormde kerk van de verder lutherse Oldenburgse Landskerk.

## Geschiedenis

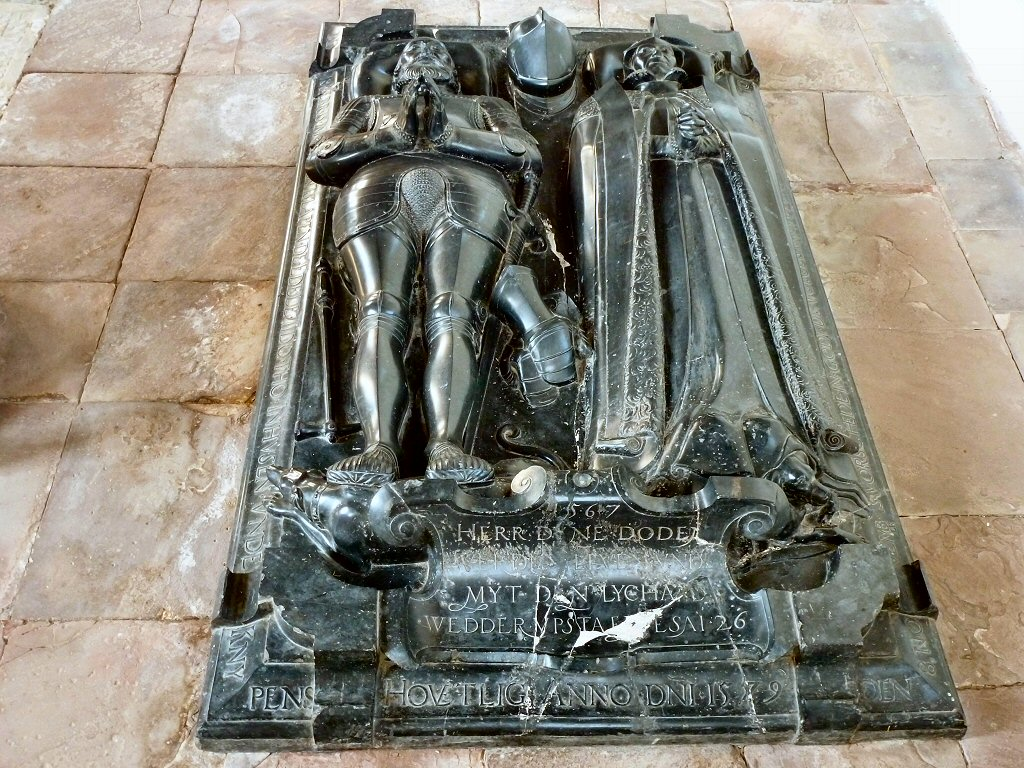
Grafmonument Tido van In- en Kniphausen

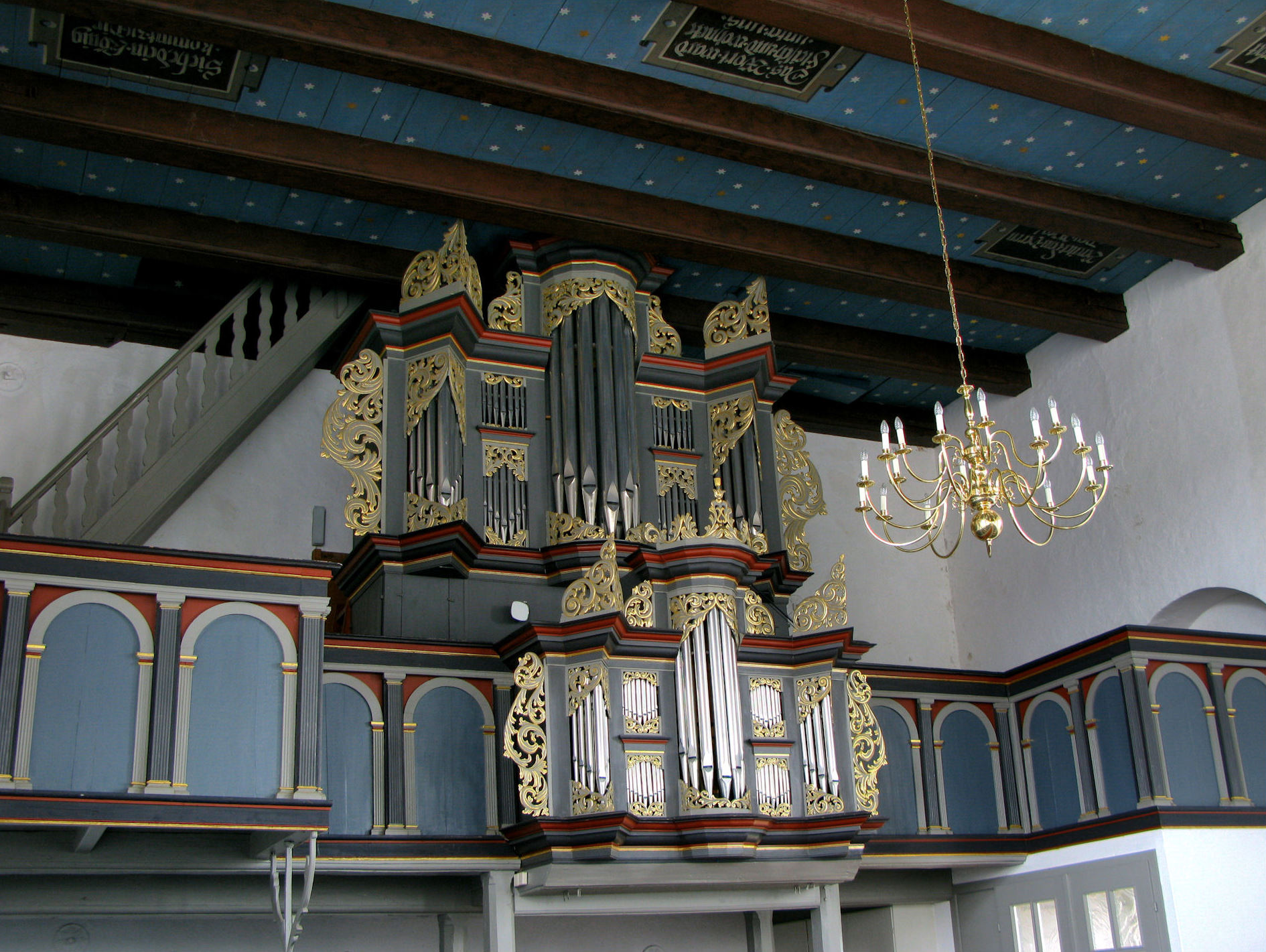
Orgel

De vroegere benaming van Accum was Ackem en rond 840 werd in een kroniek van de aartsbisschop Ansgar van Bremen voor het eerst melding gemaakt van een kerkgebouw in Ackem.
In de 14e en 15e eeuw diende het kerkgebouw als vestingskerk voor de Friese hoofdelingen. In 1476 werd in de kerk de Friese hoofdeling Lübbe Onneken begraven. Zoals de overige adel van Oost-Friesland voerde ook Tido van In- en Kniphausen in zijn gebied in 1555 de reformatie in. Daarbij werd gekozen voor de calvinistische leer. Graaf Anton Günther van Oldenburg werd in 1623 landsheer en probeerde toen tevergeefs de lutherse kerkorde in te voeren. Zijn pogingen stuitten op weerstand van de Friese bevolking, die daarbij hulp kregen van de Nederlandse Staten-Generaal.
De huidige kerk werd in 1719 gebouwd, nadat de voorganger door meerdere overstromingen zo zeer bouwvallig werd, dat de kerk slechts nog met levensgevaar kon worden betreden. De bouw werd mogelijk dankzij graaf Anton II van Aldenburg, die de middelen hiervoor wist te verwerven door de verkoop van een in 1718 ingepolderd gebied.
Van de oude voorganger bleef de klokkentoren bewaard. Net als veel andere klokkentorens in Oost-Friesland is de klokkentoren vrijstaand en lager dan het kerkgebouw. In de toren bevinden zich twee klokken, waarvan de oudste en de grootste 1500 kg. weegt en uit het einde van de 12e eeuw stamt. De kleine klok weeg 900 kg. en werd in 1417 in Bremen gegoten.

## Inrichting

#### Grafmonument
In de kerk bevindt zich het grafmonument voor de hoofdeling Tido van In- en Kniphausen († 18. Februar 1565) en zijn vrouw Eva van Renneberg († 1579). Het bevindt zich voor in de kerk naast de houten avondmaalstafel. Het grafmonument van zwart marmer is een schoolvoorbeeld van Vlaamse renaissance-beeldhouwkunst.

#### Avondmaalstafel
In plaats van een altaar bezit de Accumer kerk een houten, blauwe avondmaalstafel. Volgens de calvinistische leer heeft Christus zich reeds voor alle mensen opgeofferd en daarom is een altaar (= offertafel) in een calvinistische kerk  overbodig.

#### Kansel
Een wezenlijk onderdeel van de kerkdienst is de verkondiging van het Woord. De zandloper op de kansel moest de lengte van de preek binnen de perken houden. Een klok uit het jaar 1720 aan de muur achter de avondmaalstafel deed de rest.

#### Orgel
De Willehaduskerk bezit oorspronkelijk een orgel van de beroemde orgelbouwer Arp Schnitger (Hamburg). Het orgel werd in 1705 gebouwd en in 1719 in de nieuwe kerk geïnstalleerd. Van Schnitger's werk bleef slechts de orgelkas bewaard. Het huidige instrument werd door Alfred Führer uit Wilhelmshaven gebouwd. Dit orgel kent 14 registers verdeeld over twee manualen en pedaal.